# 有理数根定理
在代数中，有理根定理（或有理根检验、有理零定理、有理零检验或p/q定理）陈述了对多项式方程的有理数解的约束。
{\displaystyle a_{n}x^{n}+a_{n-1}x^{n-1}+\cdots +a_{0}=0}
具有整数系数{\displaystyle a_{i}\in \mathbb {Z} }和{\displaystyle a_{0},a_{n}\neq 0} .方程的解也称为左侧多项式的根或零点。
该定理指出每个有理根{\displaystyle x={\frac {p}{q}}}，写成最低项使{\displaystyle p}和{\displaystyle q}互质，满足：
- {\displaystyle p} 是常数项{\displaystyle a_{0}}的整数因子
- {\displaystyle q} 是首项{\displaystyle a_{n}}的整数因子

有理根定理是高斯定理关于多项式分解的一个特例（对于单个线性因子）。
整数根定理(integral root theorem) 是有理根定理当最高次项系数{\displaystyle a_{n}=1}的特例。

## 应用
该定理用于查找多项式的所有有理根（如果有的话）。它给出了有限数量的可能分数，可以检查它们是否是根。如果找到有理根x = r ，则可以使用多项式长除法从多项式中分解出线性多项式(x – r) ，从而得到一个更低阶的多项式，其根也是原始多项式的根。

### 三次方程
一般三次方程
{\displaystyle ax^{3}+bx^{2}+cx+d=0}
具有整数系数的问题在复平面上有三个解。如果有理根测试找不到有理解，那么用代数表示解的唯一方法是使用立方根。但是，如果测试找到有理解r ，则分解出(x – r)会留下一个二次多项式，其两个根是用二次公式找到的，是剩余的两个立方根，避免了立方根。

## 证明

### 初等证明
让{\displaystyle P(x)\ =\ a_{n}x^{n}+a_{n-1}x^{n-1}+\cdots +a_{1}x+a_{0}}和{\displaystyle a_{0},\ldots a_{n}\in \mathbb {Z} .}
假设P(p/q) = 0对于一些互质p, q ∈ ℤ ：
{\displaystyle P\left({\tfrac {p}{q}}\right)=a_{n}\left({\tfrac {p}{q}}\right)^{n}+a_{n-1}\left({\tfrac {p}{q}}\right)^{n-1}+\cdots +a_{1}\left({\tfrac {p}{q}}\right)+a_{0}=0.}
要清除分母，将两边乘以qn ：
{\displaystyle a_{n}p^{n}+a_{n-1}p^{n-1}q+\cdots +a_{1}pq^{n-1}+a_{0}q^{n}=0.}
将a0项移到右侧并分解出左侧的p会得到：
{\displaystyle p\left(a_{n}p^{n-1}+a_{n-1}qp^{n-2}+\cdots +a_{1}q^{n-1}\right)=-a_{0}q^{n}.}
因此， p整除a0qn 。但是p与q互质，因此与qn互质，因此根据欧几里德引理， p必须整除剩余的因子a0 。
另一方面，将an移到右侧并在左侧分解出q会产生：
{\displaystyle q\left(a_{n-1}p^{n-1}+a_{n-2}qp^{n-2}+\cdots +a_{0}q^{n-1}\right)=-a_{n}p^{n}.}
如前所述，可以得出q整除an 。 

### 使用高斯引理证明
如果有一个非平凡的因子除以多项式的所有系数，则可以除以系数的最大公约数，从而获得高斯引理意义上的本原多项式；这不会改变有理根的集合，只会加强整除条件。该引理表示，如果Q[X]中的多项式因子，那么它也会将Z[X]中的因子作为本原多项式的乘积。现在，任何有理根p/q都对应于多项式Q[X]中的 1 次因子，其原始表示则为qx − p ，假设p和q互质。但是qx − p的Z[X]中的任何倍数都有可被q整除的首项和可被p整除的常数项，这证明了命题。这个论点表明，更一般地， P的任何不可约因子都可以假设具有整数系数，并且最高次系数和常数系数整除P的最高次系数和常数系数.

## 例子

### 一、
在多项式{\displaystyle 2x^{3}+x-1,}中
任何完全约化的有理根都必须有一个能整除 1 的分子和一个能整除 2 的分母。因此，唯一可能的有理根是±1/2 和±1；由于这些都不能使多项式等于零，因此它没有有理根。

### 二、
在多项式{\displaystyle x^{3}-7x+6}中
唯一可能的有理根将具有除以 6 的分子和除以 1 的分母，将可能性限制为 ±1、±2、±3 和 ±6。其中，1、2 和 –3 使多项式等于零，因此是它的有理根。 （实际上，这些是它唯一的根，因为三次方只有三个根；一般来说，多项式可能有一些有理根和一些无理根。 )

### 三、
多项式
{\displaystyle 3x^{3}-5x^{2}+5x-2}
的每个有理根
必须在以下符号表示的数字中：
{\displaystyle \pm {\tfrac {1,2}{1,3}}=\pm \left\{1,2,{\tfrac {1}{3}},{\tfrac {2}{3}}\right\}.}
这 8 个候选根x = r可以通过评估P(r)来测试，例如使用秦九韶算法。结果恰好有一个P(r) = 0 。
这个过程可能会更有效率：如果P(r) ≠ 0 ，它可以用来缩短剩余候选者的列表。 例如， x = 1不起作用，因为P(1) = 1 。代入x = 1 + t产生一个多项式 t具有常数项P(1) = 1 ，而t3的系数与x3的系数保持相同。应用有理根定理从而产生可能的根{\displaystyle t=\pm {\tfrac {1}{1,3}}} ， 以便
{\displaystyle x=1+t=2,0,{\tfrac {4}{3}},{\tfrac {2}{3}}.}
实根必须出现在两个列表中，因此有理根候选列表已缩小到只有x = 2和x = 2/3 。
如果找到k ≥ 1有理根，也会产生一个n − k次多项式，其根与有理根一起恰好是原始多项式的根。如果没有一个候选者是解决方案，则不可能有合理的解决方案。

## 笔记
1. ↑  Arnold, D.; Arnold, G. . Edward Arnold. 1993: 120–121. ISBN 0-340-54335-3.
2. ↑  King, Jeremy D. . Mathematical Gazette. November 2006, 90: 455–456.

## 外链
- 埃里克·韦斯坦因. . MathWorld.
- RationalRootTheorem （页面存档备份，存于） at PlanetMath
- Another proof that nth roots of integers are irrational, except for perfect nth powers （页面存档备份，存于） by Scott E. Brodie
- The Rational Roots Test （页面存档备份，存于） at purplemath.com